# Andrea Sannino
Andrea Sannino (Napoli, 5 luglio 1985) è un cantautore e attore italiano.

## Biografia
Nasce a Napoli, e cresce con la sua famiglia nel comune di Ercolano. La passione per la musica e per il canto nasce in lui già da piccolo, quando osserva e imita suo padre allora cantante in una band amatoriale. A 15 anni entra a far parte della compagnia teatrale amatoriale di Ercolano: Mareluna.
Nel 2006 partecipa alla trasmissione televisiva di Rai 1 Il treno dei desideri dove duetterà con il cantautore Lucio Dalla.
Nel frattempo Abbracciame inizia a riscontrare successo nella sua regione natale: il brano è scritto dallo stesso Sannino in collaborazione con il musicista e compositore Mauro Spenillo e, per quanto riguarda la sola produzione, anche del chitarrista e compositore Pippo Seno.
Nel 2015 viene pubblicato dalla casa discografica Zeus Records l'album Uànema, che è stato il disco napoletano più venduto nel 2015, con la presenza stabile di ‘Abbracciame’ ai vertici delle classifiche Spotify, con i suoi oltre 27 milioni di stream e 77milioni di visualizzazioni su YouTube. Il brano Abbracciame, inoltre diventerà disco d'oro nel 2020.
Tra i brani più famosi di Andrea Sannino, ricordiamo 'Na Vita Sana, scritta da Gigi D'Alessio e inclusa nel suo secondo album, intitolato Andrè e pubblicato sempre dalla Zeus Records.
È stato volto e voce del primo musical scritto e diretto da Alessandro Siani, Stelle a metà per Tunnel Produzioni (con Sal Da Vinci) e del musical C'era una volta... Scugnizzi scritto da Claudio Mattone ed Enrico Vaime.
Nel 2020 ha pubblicato il singolo È Gioia, dedicato alla figlia.
A febbraio del 2021 è uscito il singolo della canzone Voglia, scritta e composta da Andrea Sannino con Pippo Seno e Mauro Spenillo. Nel marzo 2021, fonda la sua prima etichetta discografica Uànema Record, sempre con Mauro Spenillo e Pippo Seno (quest’ultimo lascerà la società nel 2022).
Nel 2021 è inoltre ospite al Giffoni Film Festival con 'A Signora il brano inedito di Renato Carosone, dove prende parte anche al Giffoni Music Concept insieme ad altri artisti italiani, presentando il suo nuovo album tratto dal musical "Carosone, l'americano di Napoli" di cui è protagonista.
Dal 2021 è testimonial del Consiglio Nazionale Diritti Infanzia Adolescenza, noto anche con la sigla CoNaDI.
Diverse sono le sue canzoni al cinema come ad esempio nei film, “Benvenuti in casa Esposito” di Gianluca Ansanelli nel 2020 e  “Chi ha incastrato Babbo Natale?” nel 2021 e ancora, in quello di Pio e Amedeo “Ciao Belli” diretto da Gennaro Nunziante nello stesso anno.
Nell'estate 2022, Andrea Sannino, Franco Ricciardi, Antonio e Mauro Spenillo scrivono la nuova sigla del programma Domenica in condotta da Mara Venier, dal titolo Un giorno eccezionale, cantata da Andrea Sannino e Franco Ricciardi.
Ad aprile 2023, esce Mosaico parte prima, un progetto discografico formato da 20 brani e diviso in due parti. Prodotto dallo stesso Andrea Sannino e Mauro Spenillo, che ha curato anche gli arrangiamenti, per la loro etichetta Uànema Record. Il disco si avvale del contributo di artisti come: Mario Biondi, Franco Ricciardi, Gigi Finizio, Clementino. 
Nel giugno del 2023 è ospite di Fiorella Mannoia, che lo ha voluto nel suo spettacolo Luce tenuto al Palazzo Reale di Napoli, per cantare insieme a lui la sua hit Abbracciame, oltre ad un omaggio a Pino Daniele con Terra mia. 
La stessa Fiorella Mannoia, incide nel mese di dicembre il disco “Luce” di cui Andrea è unico ospite, duettando proprio con “Abbracciame”.
Dal dicembre 2023 fino al 2025, è Beppe, protagonista del musical “Mare fuori”, ispirato alla famosissima serie tv; Diretto da Alessandro Siani e con Maria Esposito, Antonio Orefice, Mattia Zenzola, Giulia Luzi, Giuseppe Pirozzi e tanti altri.
Il 29 aprile 2024, Fimi certifica, il disco di Platino, dopo l’oro del 2020,  per la canzone “Abbracciame”.
Il 26 novembre 2024 viene pubblicato da Edizioni Mea, il suo primo libro “Prima di Abbracciame” scritto con Stefano Vannini, con la prefazione di Maurizio De Giovanni. In occasione del libro Andrea lancia l’iniziativa dello “Scuola tour” che lo vede protagonista di incontri motivazionali in decine di scuole, dalle elementari ai licei, raccontando la sua esperienza di vita, e usandola come sprono per le nuove generazioni a non mollare mai i propri sogni. L’iniziativa è una novità assoluta per il suo genere e riscuote importanti consensi istituzionali. 
Il 19 dicembre 2024, la sua canzone “Via Partenope” è nella colonna sonora del film “Io e te dobbiamo parlare” con Alessandro Siani e Leonardo Pieraccioni, regia di Alessandro Siani.
Il 17 gennaio 2025 esce “Mosaico parte seconda”, edito da Uànema record, a completare il progetto discografico “Mosaico” cominciato nel 2023 con la prima parte. Singolo di lancio dell’album è “Nu poco ‘e te” cantata con i Neri per caso. Altri duetti presenti nel disco, quelli con Peppe Barra, Fabiana Martone e i Mr.Hyde. Esce in triplo formato: digitale, cd e vinile.
Firma le musiche dello spettacolo teatrale “Benvenuti in casa Esposito” (insieme a Mauro Spenillo). Lo spettacolo diretto da Alessandro Siani con Giovanni Esposito, Susy Del Giudice e Nunzia Schiano; Debutto il 28 febbraio 2025.

## Discografia

### Album in studio
- 2009 – Senza Accordi (Obra Maestra)
- 2010 – C'era una volta... Scugnizzi (Easy Recors srl)
- 2015 – Uànema! (Zeus Record)
- 2018 – Andrè (Zeus Record)
- 2020 - Il non concerto LIVE (Uànema Record)
- 2021 – Carosone, l'americano di Napoli (Fondazione Trianon)
- 2023 – Mosaico -parte prima (Uànema Record)[15]
- 2025 - Mosaico - parte seconda (Uánema Record)

### Singoli
- 2015 – Abbracciame
- 2017 - Carnale
- 2019 – Nanà (con Sal Da Vinci e Franco Ricciardi)
- 2020 – È Gioia
- 2020 - Ossaje te voglio bene
- 2021 – Voglia
- 2021 - Ammore
- 2021 - Ciento rose
- 2021 -  ‘A Signora  (con Lorenzo Hengheller)
- 2022 - Te voglio troppo bene (con Franco Ricciardi)
- 2022 - Un giorno eccezionale (con Franco Ricciardi)
- 2022 - Pe' sempe
- 2023 - Nu raggio 'e sole  (con Gigi Finizio)
- 2023 - 1985
- 2023 - Duje core  (con Mr.Hyde)
- 2023 - Ce vuò tu
- 2023 - Abbracciame  (con Fiorella Mannoia)
- 2023 - Abbracciame  (con Partenope e Adriano Pennino)
- 2024 - Stammo ancora ‘cca  (con Valentina Stella)
- 2024 - Muri pe’tte
- 2024 - Via Partenope
- 2024 - Nenna (con Peppe Barra)
- 2025 - Nu poco ‘e te (con Neri per Caso)

## Teatro
- C'era una volta...Scugnizzi (2010-2011)
- Quartieri spagnoli (2012-2013)
- Stelle a metà (2014-2015)
- Felicità Tour (2019-2020)
- Carosone, l'americano di Napoli (2020-2021)
- Andrè a teatro (2022 - 2023)
- Mare Fuori - Il Musical (2023-2024)

## Programmi televisivi
- Il treno dei desideri (Rai 1, 2006)
- Made in Sud (Rai 2, 2017 e 2022)
- Vieni da me (Rai 1, 2018)
- Una voce per Padre Pio (Rai 1, 2020-2022)
- Domenica in (Rai 1, 2019-2024)
- Detto fatto (Rai 2, 2021)
- Felicissima sera (Canale 5, 2021, 2023)
- Un'ora sola vi vorrei (Rai 2, 2022)
- Domenica in Speciale Sanremo (Rai 1, 2023)
- La vita in diretta  (Rai 1, 2020-2023)
- Ciao Maschio (Rai 1, 2023)
- La volta buona (Rai 1, 2024)

## Tournée
- 2016 – Uànema Live
- 2018 – Abbracciame Tour
- 2019 – Andrè in Tour
- 2021/2022 – È Gioia Live - Summer Tour
- 2023/2024 – Mosaico Tour
- 2025 - Via Partenope Summer Tour

## Libri
- 2024 – Prima di Abbracciame scritto da Andrea Sannino con Stefano Vannini. Prefazione di Maurizio De Giovanni. Edizioni Mea

## Riconoscimenti
Disco di Platino con Abbracciame
(certificato Fimi) -  2024
Premio Scugnizzo per sempre  - 2023
Premio Sergio Bruni  - 2021

Premio Carosone  - 2020

Disco d'oro con Abbracciame (certificato Fimi)  - 2020

Ischia Global Film Festival - 2020

Premio Massimo Troisi  - 2020/2025

Premio Charlot - 2019

Los Angeles Italia film festival - 2019

Premio San Gennaro - 2017

## Colonne sonore per il cinema
- Sette ore per farti innamorare - 2020 (Giampaolo Morelli) con Serena Rossi - canzone "Abbracciame"
- Benvenuti in casa Esposito - 2021 (Gianluca Ansanelli) con Giovanni Esposito - canzone "Ciento rose"
- Chi ha incastrato Babbo Natale - 2021 (Alessandro Siani) con Christian De Sica e Diletta Leotta - canzone "Fenesta Vascia"
- Belli ciao - 2022 (Gennaro Nunziante) con Pio e Amedeo - canzone "Sto cercando ancora"
- Io e te dobbiamo parlare - 2024 (Alessandro Siani) con Leonardo Pieraccioni e Alessandro Siani - canzone “Via Partenope”